# 8 (album av Arvingarna)
8 utkom den 15 juni 2005  och är ett studioalbum av det svenska dansbandet Arvingarna. Låten "Ensamma stunder" tog sig in på Svensktoppen den 6 november 2005  men var utslagen redan gången därpå .

## Låtlista
1. Superstar
2. Hon kommer med sommaren
3. Hela vägen hem
4. Söndag 06:55
5. Till en öde ö
6. I hennes ögon
7. Varje gång vi tänker på varann
8. Då kanske drömmen slår
9. Hela världen till dej
10. Tid att leva
11. Flickan ovanpå
12. Som i en dröm
13. Har du ångrat dej
14. Ensamma stunder

## Listplaceringar
| Lista (2005) | Topplacering |
| ------------ | ------------ |
| Sverige      | 23           |